# Muyinga
Muyinga – miasto w Burundi; stolica prowincji Muyinga. 
Leży w północno-wschodniej części kraju; 
100.7 tys. mieszkańców (2012). Drugie co do wielkości miasto kraju.